# Xenotilapia albini
Xenotilapia albini är en fiskart som först beskrevs av Steindachner, 1909.  Xenotilapia albini ingår i släktet Xenotilapia och familjen Cichlidae. IUCN kategoriserar arten globalt som otillräckligt studerad. Inga underarter finns listade i Catalogue of Life.